# Балканизация Интернета
Балканиза́ция Интерне́та (англ. internet balkanization/balkanisation), или Кибербалканиза́ция (англ. cyber-balkanisation/cyber-balkanization), или Спли́нтернет (англ. Splinternet) — превращение глобальной сети Интернет во множество локальных сетей, границы между которыми устанавливаются искусственно на уровне национальных законодательств и государственного регулирования Интернета. Под термином «балканизация Интернета» понимается не только распад всемирной паутины, но и возникновение конфликта между образовавшимися частями, зачастую на идеологической и политической почвах. Отдельные эксперты отмечают геополитический характер противостояний государств в информационной сфере.
Неотъемлемой частью процесса балканизации Интернета является наличие особого национального законодательства, описывающего механизмы контроля над Интернет-ресурсами, к которым имеют доступ внутренние пользователи.
Термин «балканизация Интернета» возник благодаря кальке политического термина «балканизация», который используется в значении «распада».

## История развития
Вслед за 90-ми годами XX века, когда Интернет являлся воплощением всего демократического, приходит новая эпоха, с новыми ценностями. Решающую роль в осуществлении контроля над киберпространством начинают играть национальные правительства.
Инициаторами и наиболее активными реализаторами кибербалканизации выступают государства с авторитарным режимом (такие, как Китай, Куба, Иран и Российская Федерация).

### КНР
Наиболее строгой ограничительной политики придерживается Китайская Народная Республика. Официальное разрешение на цензуру в Интернете позволяет Китаю в целях обеспечения информационной безопасности блокировать доступ ко всем иностранным ресурсам во время проведения особенно важных государственных мероприятий. Например, такое ограничение доступа к некитайским сайтам было реализовано во время проведения XVIII Всекитайского съезда Коммунистической Партии Китая, который проходил с 8 ноября по 15 ноября 2012 года в Пекине. Кроме того, китайское правительство ведёт постоянный мониторинг запросов в поисковых системах и при введении «подозрительных» словосочетаний, может отключить пользователя от доступа к данному сайту на несколько минут. Ещё одним признаком обособления китайской части всемирной сети является запрещение таких ресурсов, как YouTube, Facebook, Twitter, на территории КНР. Кроме того, недавно[когда?] правительство Китая призвало пользователей Интернета зарегистрироваться в полиции.
В 2012 г. в рамках Международного союза электросвязи при ООН Китай совместно с Россией высказали инициативу по ужесточению правительственного контроля над Интернетом, что не встретило одобрения со стороны США. По данным Газеты.ру, правительства стран могут получить право регулировать доступ к сайтам, присваивать, изымать и распределять IP-адреса и доменные имена, если упомянутая инициатива найдёт поддержку мирового сообщества.

### Европа
Наряду с Китаем, Кубой и Ираном в 2010-х годах к проблеме законодательного регулирования национального киберпространства обратилась и Европа. В связи с участившимися случаями кибершпионажа (в особенности после публикаций Эдварда Сноудена о повсеместной слежке спецслужб США, осуществляемой через Интернет) отдельные главы европейских государств стали высказываться за проецирование государственной власти на Интернет, оправдывая это появлением так называемого «виртуального» или «сетевого суверенитета», который нуждается в защите не меньше, чем государственная территория страны.

#### Россия
В июле 2014 г. принят ФЗ о внесении изменений в «Закон об обработке персональных данных в информационно-телекоммуникационных сетях», в соответствии с которым иностранные компании должны хранить информацию о российских пользователях только на территории РФ. Закон вступил в силу 1 сентября 2015 г.
1 августа 2014 г. вступил в силу так называемый Закон о блогерах, предусматривающий обязательную регистрацию в Роскомнадзоре авторов интернет-ресурсов с посещаемостью более 3000 человек в сутки. Закон на практике оказался почти не реализуем и 29 июля 2017 г. был отменён федеральным законом от № 276-ФЗ.
Обеспечение независимого функционирования рунета и создания дублирующей инфраструктуры активно обсуждается на высшем уровне с 2014 г. Принятая в декабре 2014 г. «Военная доктрина РФ», подтверждает озабоченность российских властей информационной безопасностью страны. В частности, в названном документе указывается следующее: «Наметилась тенденция смещения военных опасностей и военных угроз в информационное пространство и внутреннюю сферу Российской Федерации». Примечательно, что в числе основных внешних опасностей для России упоминаются такие, как использование информационных и коммуникационных технологий в военно-политических целях для осуществления действий, противоречащих международному праву, направленных против суверенитета, политической независимости, территориальной целостности государств и представляющих угрозу международному миру, безопасности, глобальной и региональной стабильности.

#### Турция
Блокирование доступа к Википедии на территории Турции началось 29 апреля 2017 года. Доступ был ограничен в соответствии с законом № 5651, поводом для блокировки стала размещённая в вики-статьях о государственном терроризме информация о том, что Турция спонсировала ИГИЛ и Аль-Каиду. 15 января 2020 блокировка была снята.

#### Украина
15 мая 2017 года президентом Порошенко был принят указ «О применении персональных специальных экономических и других ограничительных мероприятий (санкций)». Согласно Указу, телекоммуникационные компании обязаны прекратить предоставление услуг доступа к ряду веб-ресурсов, в том числе — социальных сетей «ВКонтакте», «Одноклассники», всех сервисов Yandex и mail.ru, а также других. С полным перечнем этих веб-ресурсов можно ознакомиться на сайте Президента Украины Архивная копия от 29 декабря 2020 на Wayback Machine.

### США
В августе 2020 года президент США Д. Трамп подписал указ о запрете на территории США китайской социальной сети TikTok и мессенджера WeChat  Архивная копия от 8 августа 2020 на Wayback Machine.

## Критика
Одним из критиков кибербалканизации выступает Джон Перри Барлоу (Barlow), вице-председатель Фонда электронных рубежей (Electronic Frontier Foundation) — организации, которая занимается исследованием социальных и правовых проблем, связанных с Киберпространством, и защите свободы в Интернете. Широкий резонанс вызвала его статья «Декларация независимости Киберпространства» (Declaration of the Independence of Cyberspace), опубликованная в Давосе, в Швейцарии, 8 февраля 1996. В ней автор выражает крайне негативную оценку попытке национальных правительств применить законодательное регулирование всемирной паутины. Поводом для написания статьи стало подписание президентом США Биллом Клинтоном Закона о телекоммуникациях (Telecommunications Act of 1996), который включал также Закон о благопристойности в коммуникациях (Communication Decency Act) и фактически означал введение цензуры на публикации в Интернете.
"Я заявляю, что глобальное общественное пространство, которое мы строим, по природе своей независимо от тираний, которые вы стремитесь нам навязать. Вы не имеете ни морального права властвовать над нами, ни методов принуждения, которые действительно могли бы нас устрашить, " — заявляет Дж. П. Барлоу в своей Декларации.
Он называет мир Интернета «естеством» и утверждает, что оно «растёт само посредством наших совокупных действий». Таким образом, автор заключает, что правительства не имеют ни морального, ни юридического права каким-либо образом контролировать Интернет, так как сами не принимают участия в его создании.
Дж. П. Барлоу описывает всемирную сеть как пространство, в котором царит истинная демократия: «Мы творим мир, в который могут войти все без привилегий и дискриминации, независимо от цвета кожи, экономической или военной мощи и места рождения. Мы творим мир, где кто угодно и где угодно может высказывать свои мнения, какими бы экстравагантными они ни были, не испытывая страха, что его или её принудят к молчанию или согласию с мнением большинства». В то время как действия национальных властей Китая, России, Германии, Франции, Италии и США, направленные на установление государственного контроля над Интернетом, по словам автора «Декларации», есть не что иное, как «враждебные колониальные меры».
Не согласны с установлением национального контроля над Интернетом и авторы книги «Право и границы — возникновение права в киберпространстве» (1996 г.) Дэвид Джонсон и Дэвид Пост. Своё неприятие законодательного регулирования Сети учёные аргументируют тем, что во всемирной паутине не существует географических границ.
«Феномен Интернета радикальным образом изменяет систему нормотворчества, основывающуюся на физических границах, по крайней мере в том, что касается требования управлять Киберпространством, руководствуясь территориальными законами», — Д. Джонсон и Д. Пост.
Брюс Стерлинг, американский писатель-фантаст, один из основоположников киберпанка, в своей книге «Будущее уже началось: Что ждёт каждого из нас в XXI веке?» утверждает следующее:
Всё связанное с управлением Интернетом и политикой в Интернете — сплошное трюкачество, обман, неприятности, скандалы, внезапные потрясения и скрытое капание на мозги
Автор доказывает, что любой индивид находится под постоянным и неизбежным «наблюдением». Сеть растёт и расширяется, вместе с ней растёт и её власть над людьми и государствами, взять под контроль которую, по мысли Б. Стерлинга, вряд ли кому-то удастся: «Как только информация дошла до тысяч пользователей через десятки государственных границ, никто и нигде не может успешно отозвать или стереть её».